# قبیله منومینه
قبیله منومینه (‎/məˈnɑːməˌni/‎؛ همچنین املای Menomini، مشتق شده از کلمه انگلیسی کلمه «مردم برنج وحشی» است؛ یک دولت فدرال ملت شناخته شده بومیان آمریکایی، با وسعت ۳۵۳٫۸۹۴ مایل مربع (۹۱۶٫۵۸۱ کیلومتر مربع) در ایالت ویسکانسین است. قلمرو تاریخی آنها در ابتدا شامل ۴۰ هزار کیلومتر مربع بود که در ایالت ویسکانسین امروزی و بخش فوقانی شبه جزیره میشیگان قرارداشت. این قبیله در حال حاضر حدود ۸٬۷۰۰ عضو دارد.
در سال ۱۹۶۸ دیوان عالی کشور حکم کرد که این قبیله سرخپوست، حقوق شکار و ماهیگیری خود را طبق معاهدات مربوط حفظ می‌کند زیرا کنگره در قانونگذاری خود آن حقوق را به روشنی حذف نکرده‌است؛ و این حکم یک مورد برجسته در خصوص حفظ حقوق بومیان سرپوست آمریکایی برای حفظ حقوق شکار و ماهیگیری می‌باشد.